# فرد بي. لامبرت
فرد بي. لامبرت (بالإنجليزية: Fred B. Lambert) هو مؤرخ أمريكي، ولد في 16 مايو 1873 في كراون سيتي في الولايات المتحدة، وتوفي في 3 يونيو 1967 في هنغتينغتون في الولايات المتحدة.